# Туше Скачков
Петър (Ту̀ше) Иванов Скачков е български революционер, войвода на Вътрешната македоно-одринска революционна организация.

## Биография
Скачков е роден в 1887 година в град Кукуш, тогава в Османската империя, днес Килкис, Гърция. Получава основно образование и работи като железар. Влиза във ВМОРО и от 1909 година заедно с брат си Дино излизат в нелегалност. Става четник при Тодор Александров. При избухването на Балканската война в 1912 година Туше Скачков е доброволец в Македоно-одринското опълчение и служи в четата на Гоце Междуречки. В 1913 година е войвода в Кукушко. На 20 март 1915 година Скачков участва във Валандовската акция. На 25 февруари 1916 година по заповед на Тодор Александров застрелва с шест куршума в гърдите Наум Тюфекчиев на улица „Раковски“ в София.
Убит е при сблъсъците между Македонската федеративна организация и Вътрешната македонска революционна организация през 1922 година в Кресненския пролом в местността Шейтан дере, при вливането на Ощавската река в Струма.